# Corel Digital Studio
Corel Digital Studio 2010 ist eine Sammlung von Multimedia-Programmen der Firma Corel Corporation, die sich an wenig erfahrene Endanwendern richtet. Es kann Bilder und Videos in allen gängigen Formaten einlesen und bearbeiten, darüber hinaus bietet Digital Studio zahlreiche Funktionen z. B. für den Export auf DVD oder zu Flickr.
In der Softwaresuite sind enthalten:
- PaintShop Photo Express, ein Bildbearbeitungsprogramm für Fotos (Version von Corel PaintShop Pro mit eingeschränktem Funktionsumfang)
- VideoStudio Express, eine Videoschnittsoftware (Version von Corel VideoStudio mit eingeschränktem Funktionsumfang)
- DVD Factory, ein Brennprogramm zum Erstellen von DVDs
- WinDVD, Medienspieler zum Abspielen von Video- und Audiodateien